# スノーボーリング (性行為)
スノーボーリング (snowballing)、ないし、スノードロッピング (snowdropping) は、ヒトの性行為のひとつで、誰かの精液を口に含んだ者が、その精液を通常は接吻などの方法によって、別の誰かに口の中へ移す行為。

## 歴史と普及
この用語はもともと、ゲイや両性愛の男性の間で使われていた。2004年にニューヨークのLGBTコミュニティのイベントにおいて 1,200人以上のゲイないし両性愛者の男性に調査をおこなった研究者たちは、彼らのうちが 20% ほどが、少なくとも1回はスノーボーリングを行ったことがあると回答したとしている。異性愛のカップルの場合、フェラチオをおこなった女性が、射精された精液をパートナーの口に、自分の唾液と混ざった状態で返し、カップルや、それ以外の者が、さらに数回液体の口移しを重ね、液体の分量が多くなっていく（このため、スノーボーリングと称される）ことがある。異性愛者の男性の中には、この行為を嫌う者もいる。

## 大衆文化の中で
ケヴィン・スミス監督の映画『クラークス (Clerks)』では、登場人物ウィリアム・ブラック (Willam Black) が「スノーボール (Snowball)」と渾名されているが、これは彼がこの行為を好きなためである。

## カムスワッピング
異性愛における類似した行為に「カムスワッピング (cum swapping)」があり、これは女性が口に含んだ精液を、他の女性に口移しで与える行為である。